# Вулиця Павла Загребельного (Київ)
Ву́лиця Павла́ Загребе́льного — вулиця в Печерському районі міста Києва, місцевість Саперне поле. Пролягає від початку забудови поблизу вулиці Академіка Філатова до вулиці Ігоря Брановицького.
Прилучаються вулиці Дмитра Годзенка і Дмитра Дорошенка.

## Історія
Вулиця виникла в 1-й половині XX століття, мала назву Новомитрофанівська, як імовірне продовження Митрофанівської вулиці (тепер вулиця Ковпака).
Назву на честь російського військового діяча, героя Вітчизняної війни 1812 року Миколи Раєвського  мала у 1962-2022 роках.
Сучасна назва з 2022 року — на честь письменника Павла Загребельного.

## Установи та заклади
- Науково-дослідний інститут приватного права і підприємництва імені академіка Ф. Г. Бурчака (№ 25).

## Особистості
У будинку на цій вулиці тривалий час жив і працював український письменник Григір Тютюнник.